# Carl Eneas Sjöstrand

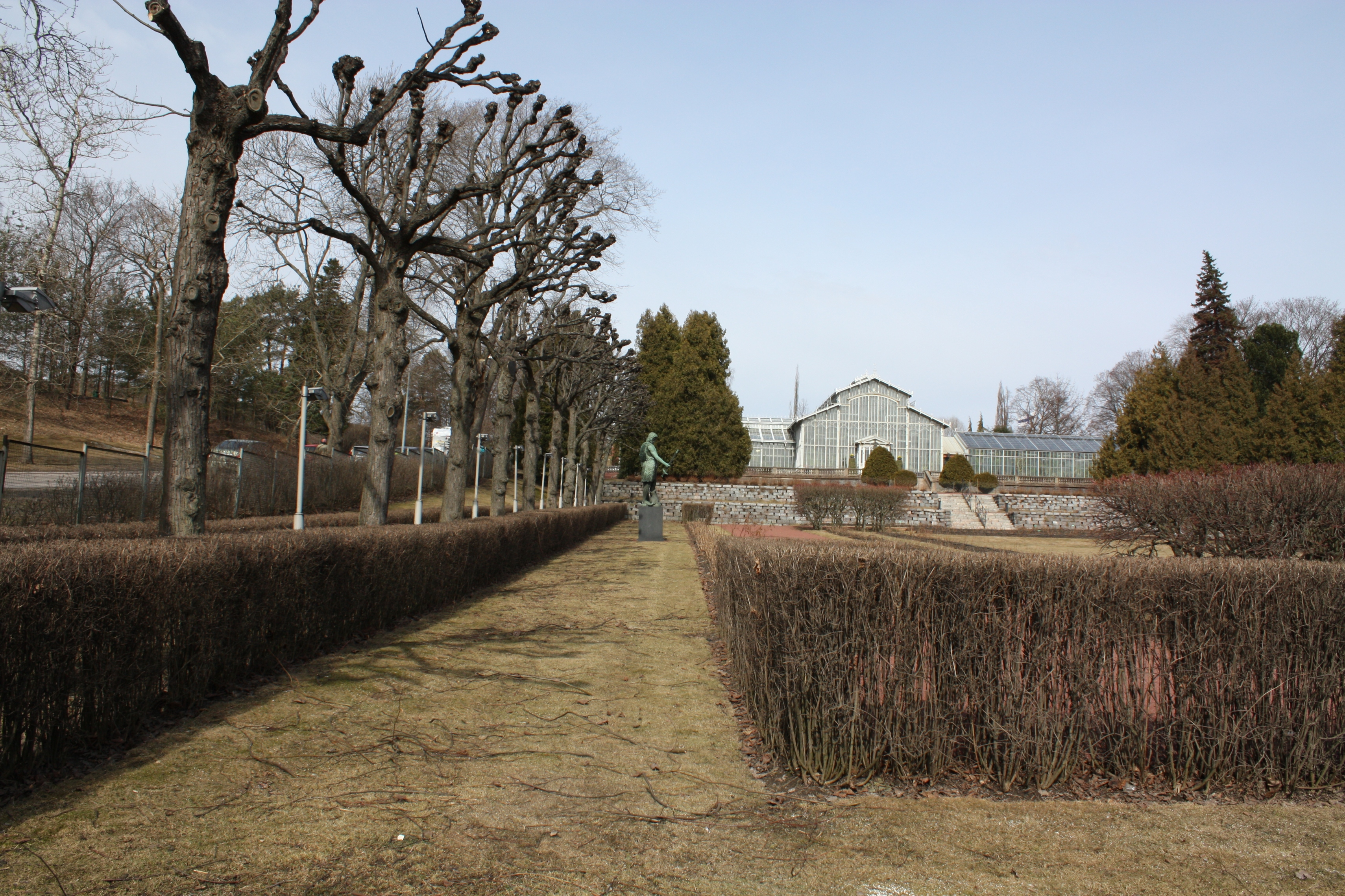
Kulervos bane står i Stadsträdgården, Helsingfors, framför Vinterträdgården, Helsingfors

Carl Eneas Sjöstrand, född 11 september 1828 i Stockholm, död där 14 februari 1905, var en svensk skulptör, under lång tid verksam i Finland. 

## Biografi
Carl Eneas Sjöstrand var son till målaren Carl Johan Sjöstrand. Han var far till pianisten Gerda Sjöstrand (1862–1956), gift med Ferruccio Busoni, och till Helmi Sjöstrand, gift med kusinen Carl Axel Sjöstrand.
Efter studier i Stockholm och Köpenhamn kom Sjöstrand han 1856 till Finland, där han utförde porträttbyster av Johan Ludvig Runeberg och Elias Lönnrot. Han bodde 1857–1859 i München för studier vid konstakademien. Därefter vistades han 1859-1861 i Rom. Där färdigställde han på beställning av Finska litteratursällskapet statyn H. G. Porthan, som restes i Åbo 1864. Efter en tid i Stockholm flyttade han 1863 till Finland. Hans konstnärliga verksamhet resulterade i flera arbeten med motiv ur Kalevala – utformade i linjeren nyklassicism. Sjöstrand utförde en stor insats som lärare i skulptur vid Finska konstföreningens ritskola under åren 1865 till 1904. Han kom att utföra en så banbrytande insats för skulpturen i Finland, att han ibland har kallats den finska bildhuggarkonstens fader.
Han tog upp nationella ämnen i finsk skulptur, vilka ofta utformades med monumental kraft. Exempel på detta är
- Kullervo sliter sönder sina lindor, Ateneum i Helsingfors
- Kullervos bane, brons, vid Vinterträdgården i Stadsträdgården i Helsingfors.[6]
- Kyllikki, Ateneum i Helsingfors
- Rafael, Phidias och Bramante, Fris på Ateneums fasad i Helsingfors
- Väinämöinens sång, fris på Universitetets huvudbyggnad i Helsingfors
- staty över Henrik Gabriel Porthan, rest i Åbo 1864

Sjöstrand är representerad vid bland annat Nationalmuseum, Tekniska museet och Nordiska museet i Stockholm och vid Ateneum i Helsingfors.
Han är begravd på Sandudds begravningsplats i Helsingfors.